# Social Town
Social Town es una comunidad no incorporada en el condado de Crenshaw, Alabama, Estados Unidos.